# Astragalus tenellus
Astragalus tenellus är en ärtväxtart som beskrevs av Frederick Traugott Pursh. Astragalus tenellus ingår i släktet vedlar, och familjen ärtväxter. Inga underarter finns listade i Catalogue of Life.